# Quetzalia areolata
Quetzalia areolata là một loài thực vật có hoa trong họ Dây gối. Loài này được (Lundell) Lundell miêu tả khoa học đầu tiên năm 1970.